# Idioscopus jayashriae
Idioscopus jayashriae är en insektsart som beskrevs av Chandrasekhara A. Viraktamath 1985. Idioscopus jayashriae ingår i släktet Idioscopus och familjen dvärgstritar. Inga underarter finns listade i Catalogue of Life.